# Calle Birger Jarl
La Calle Birger Jarl (en sueco:  Birger Jarlsgatan) es una de las calles más largas en el centro de Estocolmo, en Suecia. La calle forma la frontera entre Östermalm y los dos distritos vecinos Norrmalm y Vasastaden.
Lleva el nombre de Birger Jarl desde 1885, entonces conocida como "gata Birger Jarl" (gata significa "calle"). La ortografía contemporánea se ha utilizado solo desde 1932.
Stureplan y Balettakademien están situadas en Birger Jarlsgatan. La calle es también el hogar de algunas de las tiendas más exclusivas de la ciudad.